# Markgraf von Bergen op Zoom

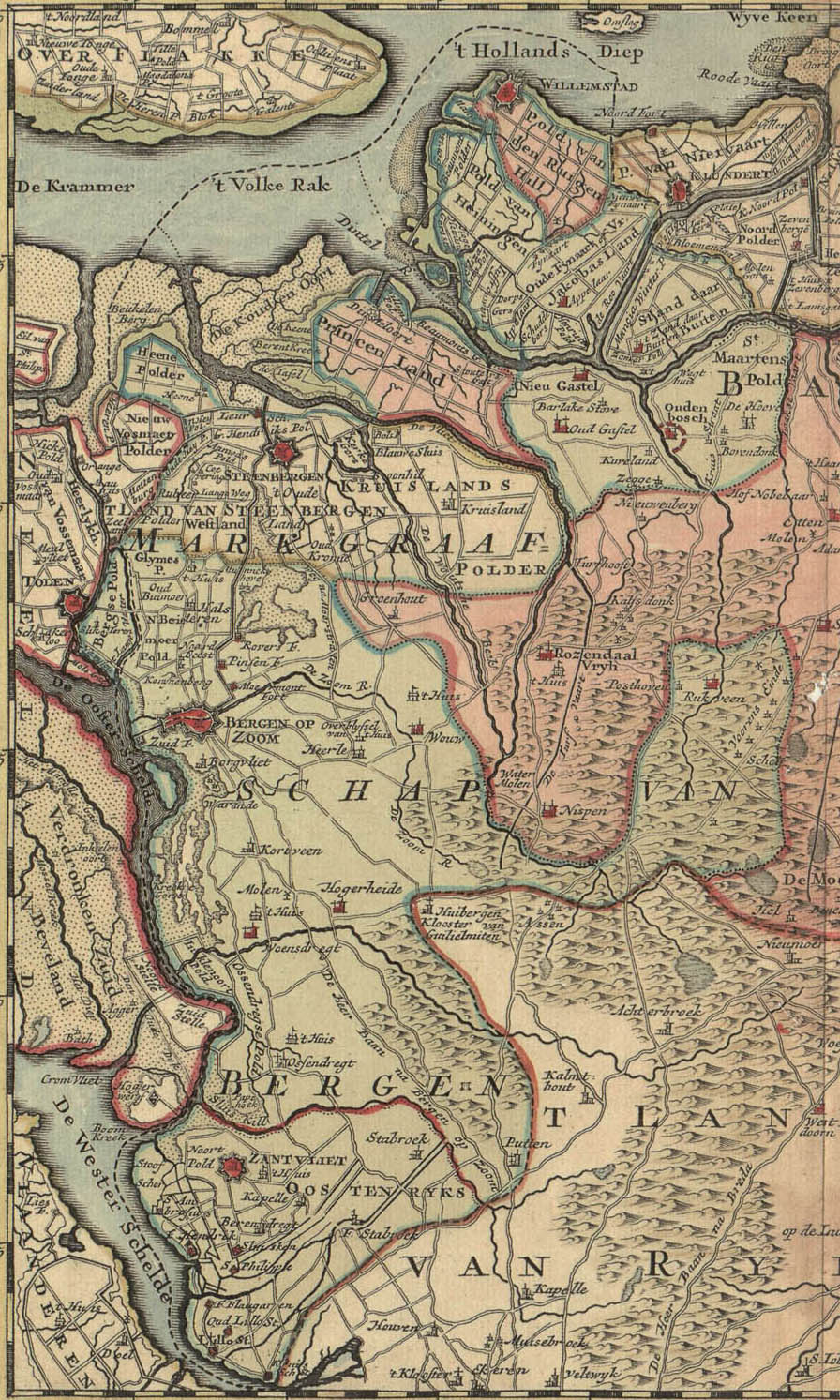
Karte der Markgrafschaft von Bergen op Zoom aus dem Jahre 1747

Im Jahre 1533 verlieh Kaiser Karl V. den burgundischen Adelstitel Markgraf von Bergen op Zoom (französisch „Marquis de Bergen op Zoom“) als Erstträger an Anton de Berghes aus dem Haus Glymes, Herr von Bergen op Zoom.

## Geschichte

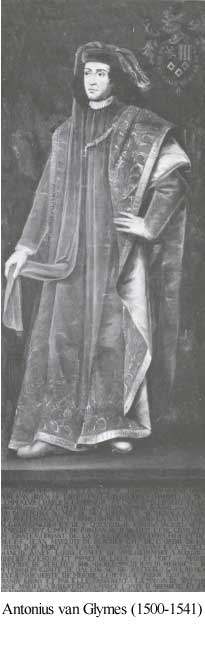
Anton van Glymes van Bergen, 1. Markgraf von Bergen op Zoom

Bergen op Zoom war im Besitz der Herren von Breda, bis die Familie Ende des 13. Jahrhunderts ausstarb. Der Tod der letzten Herrin von Breda, Isabella (1280/81) und ihres Ehemanns Arnold von Löwen (1287) führte zu einer Teilung des Besitzes unter den Erben in die spätere Baronie von Breda und das spätere Marquisat Bergen op Zoom. Bergen op Zoom erhielt Gerhard von Wesemaele. In den nächsten Generationen gelang es selten, das Lehen innerhalb einer Familie zu halten. Auf das Haus Wesemaele folgten das Haus Boutershem und das Haus Glymes, dem 1533 der Markgrafentitel verliehen wurde, dann das Haus Merode und das Haus Witthem, der Graf von Berg s’Herenberg, Franziska von Hohenzollern-Hechingen (eine Prinzessin von Hohenzollern), das Haus La Tour d’Auvergne und schließlich die pfälzische Linie der Wittelsbacher mit Karl Philipp Theodor von Pfalz-Sulzbach, der später Kurfürst zu Pfalzbayern werden sollte. 
Die militärstrategisch wichtige Markgrafschaft lag in den Generalitätslanden, war etwa 400 Quadratkilometer groß, hatte gut 30.000 Einwohner und erbrachte ihrem Besitzer 90.000 Gulden im Jahr. Sie stand zur Zeit der Vereinigten Niederlande militärisch und politisch unter der Hoheit der Generalstaaten. Sie ging in der 1795 gegründeten Batavischen Republik auf und wurde enteignet.

### Herren von Bergen op Zoom
- Gerhard von Wesemaele, † vor 1309, Herr von Bergen op Zoom,
- Arnold von Wesemaele, † 1312/13, dessen Sohn, Herr von Bergen op Zoom
- Mechtild von Wesemaele, † 1343, dessen Tochter, Erbin von Bergen op Zoom; ⚭ I Albrecht von Voorne, Burggraf von Seeland, † 1331, ⚭ II Reinald Luf von Kleve, 1321/40 bezeugt
- Maria von Wesemaele, † nach 1390, Großnichte Arnolds, Erbin von Bergen op Zoom; ⚭
- Heinrich VII. von Boutershem, † vor 1371, Herr von Bergen op Zoom
- Heinrich VIII. von Boutershem, † 1419, dessen Sohn, zu Bergen op Zoom
- Heinrich IX. von Boutershem, † 1419, dessen Sohn, zu Bergen op Zoom, dessen Tochter Johanna von Boutershem, † 1430, Erbin von Bergen op Zoom ⚭
- Jean I. de Glymes, † 1427, 1419 Herr von Bergen op Zoom (Haus Glymes)
- Jean II. de Glymes, † 1494, deren Sohn, Herr zu Bergen op Zoom
- Jean III. de Glymes, † 1531, dessen Sohn, Herr zu Bergen op Zoom
- Anton de Berghes, † 1541, dessen Sohn, Herr und 1533 burgundischer Marquis de Bergen op Zoom

### Markgrafen von Bergen op Zoom
- Anton de Berghes, † 1541, 1533 burgundischer Marquis de Bergen op Zoom
- Jean IV. de Berghes, † 1567, dessen Sohn, Marquis de Bergen op Zoom
- Mencia de Berghes, † 1561, dessen Schwester; ⚭ Johann IX. Freiherr von Merode in Petershem, † 1601
- Maria Margareta von Merode, † 1588, deren Tochter, Marquise de Bergen op Zoom, Comtesse de Walhain ; ⚭ Johann von Witthem, Vicomte de Sebourg, † 1588
- Maria Mencia von Wittem, † 1613, deren Tochter 1588 Marquise de Bergen op Zoom ; ⚭ I Hermann Graf von Berg-s’Herenberg, † 1611; ⚭ II Heinrich, Graf von Berg-s’Herenberg, † 1638, dessen Bruder
- Marie Elisabeth Clara, † 1633, deren Tochter, Marquise de Bergen op Zoom ; ⚭ Albert Graf von Berg-s’Herenberg, † 1656
- Heinrich, Graf von Berg-s’Herenberg, Marquis de Bergen op Zoom, † 1638, 2. Ehemann von Maria Mencia von Witthem (siehe oben)
- Marie Elisabeth, † 1671, in Bergen op Zoom; ⚭ Eitel Friedrich II. Graf von Hohenzollern, † 1661 (Hohenzollern)
- Henriette Franziska (1642–1698) Prinzessin von Hohenzollern, 1671 Marquise de Bergen op Zoom; ⚭ Frédéric-Maurice de La Tour d’Auvergne, Comte d’Auvergne, † 1707 (Haus La Tour d’Auvergne)
- François Egon de La Tour d’Auvergne (1675–1710), dessen Sohn, 1698 Marquis de Bergen op Zoom
- Maria Henriette de La Tour d’Auvergne (1708–1728), dessen Tochter, 1713 Marquise de Bergen op Zoom ; ⚭ Johann Christian, 1723 Pfalzgraf von Sulzbach, 1728–1733 als Vormund des Sohns Herr der Markgrafschaft Bergen op Zoom, † 1733 (Stammliste der Wittelsbacher)
- Karl IV. Philipp Theodor (1724–1799), deren Sohn, 1743 Kurfürst von der Pfalz, 1777 Kurfürst zu Pfalzbayern

## Weblink
- Geschiedenis Bergen op Zoom